# Ваджрадхара
Ваджрадхара (санскрит: वज्रधार Ваджрадхара, тибетски: རྡོ་རྗེ་འཆང། рдо рдже 'чанг (Дордже Чанг); явански: Кабаджрадхаран; японски: 执 金刚; китайски: 金刚 总 持; английски: Държателя на диаманта) е основният изначален Буда или Ади Буда, според школите Гелуг и Кагю на тибетския будизъм.
В еволюцията на индийския и съответно тибетския будизъм, в новите или Сарма приемствености Ваджрадхара постепенно измества Самантабхадра, който остава „Изначалния Буда“ в школата Ниингма или в „Старата школа“. Все пак двата буда аспеки са еквиваленти един на друг от гледна точка на резултата. Постигането на „състоянието на Ваджрадхара“ е синоним на пълна реализация.
Според Кагю приемствеността, Ваджрадхара е изначален Буда, директно проявление на Дхармакая. Той е изобразяван тъмносин на цвят, изразявайки самото просветление. Ваджрадхара представлява същността на реализацията на самия историческия Буда.
Както такъв Ваджрадхара се смята, че е върховна същност на всички мъжки Буда-аспекти (името му означава носителят на мълнията). Той е тантрична форма на Шакямуни, която се нарича Ваджрадхара. Тантрите са текстове, специфични за Ваджраяна и се смята, че са били преподавани първоначално под формата на тантра от Шакямуни, наречен Ваджрадхара. Той е израз на самото буда състояние както в единична, така и в обединена (на тибетски яб-юм) форма. Счита се, че Ваджрадхара е централен Буда на бащините тантри  (тиб. Pha-rgyud) като Гухясамаджа, Yamantaka, и така нататък.
От изначалния Буда Ваджрадхара или Самантабхадра произлизат Петте буди на мъдростта (Дхяни буди):
- Акшобхя
- Амогхасидхи
- Амитаба
- Ратнасамбхава
- Вайрочана

Ваджрадхара и Петте буди на мъдростта често са изобразявани в центъра на мандали.
Ваджрадхара и Самантабхадра са сродни аспекти в тибетския будизъм с различни имена, атрибути, изяви и иконография. И двамата са буди, директно свързани с Дхармакая, поради което са наричани изначални буди, като Самантабхадра е неукрасен – той е изобразяван без никакви атрибути. За разлика от него Ваджрадхара е обкичен с украшения като израз на просветлената радост, което обикновено е иконографският образ на Самбхогакая буда. Както Ваджрадхара, така и Самантабхадра могат да бъдат изобразени в яб-юм съюз с техните съпруги, които въплъщават пустотата и мъдростта (йеше).